# Meteorologica (Aristoteles)

Meteorologica, Ausgabe der lateinischen Übersetzung von 1560

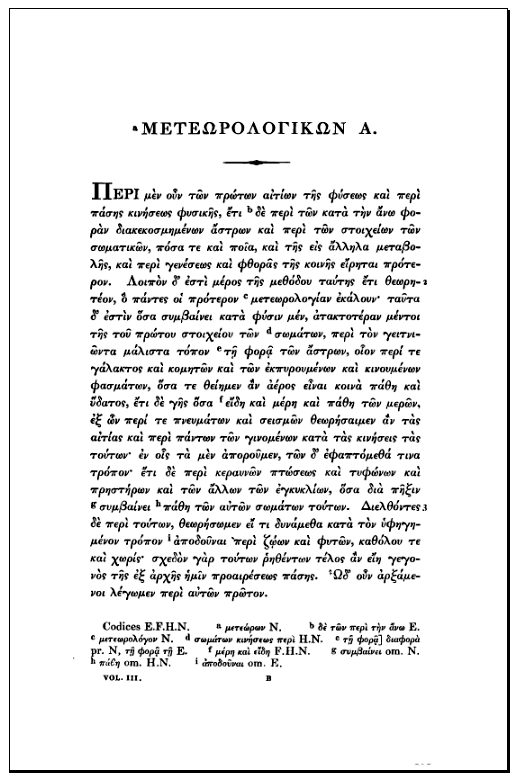
Erste Seite einer griechischen Ausgabe von 1837

Die Meteorologica (griechisch: Μετεωρολογικά; lateinisch: Meteorologica oder Meteora) sind eine Abhandlung von Aristoteles. Der griechische Philosoph beschreibt darin alle Affektionen, die Luft und Wasser gemeinsam haben, sowie die Arten und Teile der Erde und die Affektionen ihrer Teile. Sie enthalten frühe Berichte über Wasserverdunstung, Erdbeben und andere Wetterphänomene.
Die Meteorologica von Aristoteles sind die älteste umfassende Abhandlung zum Thema Meteorologie. Sie wurden um 340 v. Chr. geschrieben und bestehen aus vier Büchern, von denen sich drei mit der Meteorologie und eines mit der Chemie befassen. Sie umfasst damit im Gegensatz zur modernen Naturwissenschaft des gleichen Namens alle „Naturerscheinungen, die sich ‚in der Schwebe‘ [...] abspielen“.

## Anliegen
Nach Malcolm Wilson sah sich Aristoteles der Situation ausgesetzt, die Meteorologie als Wissenschaft innerhalb der griechischen Weltanschauung neu zu verorten: Einerseits sei sie im Niedergang begriffen gewesen, andererseits wollte er vermeiden, sie auf die allgemeinen Prinzipien der Physik zurückzuführen, um so ihre Eigenständigkeit zu erhalten.
In seiner Abhandlung stellt Aristoteles zwei Theorien auf:
1. Das Universum ist kugelförmig.
  1. Der innere Kern der Erde besteht aus den Bahnen der Himmelskörper.
  2. Das Universum hat zwei Bereiche: den himmlischen (Bereich jenseits der Mondbahn) und den irdischen Bereich – die Sphäre (die Veranlagung des Mondes, die Erde zu umkreisen).
  3. Ausgehend von dieser Theorie gelangte Aristoteles zu einer Unterscheidung zwischen dem, was verstanden wurde (Astronomie) und seinen neuen Erkenntnissen (Meteorologie).
2. Die „Vier-Elemente-Lehre“
  1. Die irdische Umgebung besteht aus vier Elementen: Wasser, Erde, Feuer und Luft.
  2. Diese Elemente sind in kugelförmigen Schichten angeordnet, mit der Erde als Zentrum und dem Mond am Rande der Kugel.
  3. Sie stehen in ständigem Austausch miteinander, z. B. prallt die Hitze der Sonne auf kaltes Wasser, wodurch Luft und Nebel entstehen.

Er setzt sich darin mit anderen Beschreibungen derselben Phänomene auseinander und bezieht sich auf Texte von Dichtern, Philosophen und Naturbeobachtern.
In seiner gesamten Abhandlung geht Aristoteles einerseits bei der Darstellung seiner Erkenntnisse methodisch und konsequent vor, irrt sich aber andererseits bei nahezu allen Beobachtungen. Zunächst führt er in das Thema ein, indem er die Theorien anderer Gelehrter vorstellt. Indem er deren Behauptungen widerlegt oder unterstützt, formuliert Aristoteles seine eigenen Behauptungen. Gelehrte wie Anaxagoras leiteten viele ihrer Theorien auf Schlussfolgerungen ab und stützten ihre Entdeckungen eher auf Beobachtungen als auf Fakten. Im Vergleich dazu ging Aristoteles an seine Forschung heran, indem er bei der Prüfung seiner Theorien deduktive Schlüsse zog. Während er seine Hypothesen formulierte, stellte er seine Theorien auf der Grundlage von beobachteten Wetterphänomenen auf. Anstatt Wetterbeobachtungen zur Entwicklung seiner Erkenntnisse zu nutzen, interpretierte er diese Beobachtungen, um seine Hypothesen zu stützen.

## Inhalt

### Buch 1
Inhaltsverzeichnis des ersten Buches:
Kap. 1: Einführung in die Meteorologie
Kap. 2: Allgemeine Prinzipien und Elemente in Bezug auf die Welt und das Universum
Kap. 3: Zusammensetzung der vier Elemente: Luft, Erde, Feuer und Wasser. Weitere Themen sind die Zusammensetzung des Raums zwischen Erde und Sternen, die doppelte Natur des Ausatmens und die Zusammensetzung der Wolken. Dieses Kapitel enthält auch Anaxagoras’ Analyse des Elements Äther.
Kap. 4: Sternschnuppen
Kap. 5: Die Aurora Borealis und ihre Auswirkungen
Kap. 6: Kometen, einschließlich der Analysen von Anaxagoras, Demokrit und den Pythagoräern. Widerlegung dieser Erkenntnisse durch Hippokrates von Chios und Aischylos
Kap. 7: Kometen, ihr Wesen und ihre Ursachen
Kap. 8: Die Milchstraße, einschließlich der neuen Theorie des Aristoteles
Kap. 9: Die Entstehung von Regen, Nebel und Wolken
Kap. 10: Tau und Raureif
Kap. 11: Regen, Schnee, Hagel und ihr Zusammenhang mit Raureif
Kap. 12: Hagel, warum er im Sommer auftritt und Widerlegung der Theorien von Anaxagoras
Kap. 13: Winde, Entstehung von Flüssen
Kap. 14: Klimatische Veränderungen und Küstenerosion

### Buch 2
Inhaltsverzeichnis des zweiten Buches:
Kap. 1: Der Ozean und seine Natur
Kap.2 & Kap.3: Der Salzgehalt der Meere und seine Ursprünge
Kap. 4: Winde, ihre Ursachen und Auswirkungen (siehe auch Notos)
Kap. 5: Winde, Auswirkungen von Hitze und Kälte auf die Winde
Kap. 6: Winde und ihre Richtungen
Kap. 7: Erdbeben und die Ansichten und Widersprüche von Anaxagoras, Demokrit und Anaximenes
Kap. 8: Erdbeben und ihre Ursachen
Kap. 9: Donner und Blitz, Ursachen und Theorien von Empedokles und Anaxagoras

### Buch 3
Inhaltsverzeichnis des dritten Buches:
Kap. 1: Wirbelstürme, Taifune, Feuerwinde und Gewitterblitze
Kap. 2: Halos und Regenbögen
Kap. 3: Halos und ihre Formen
Kap. 4: Regenbögen und ihre Formen
Kap. 5: Regenbögen Fortsetzung
Kap. 6: Sonnenattrappen und Stäbe

### Buch 4

#### Einordnung und Autorschaft
Bereits Alexander von Aphrodisias bemerkte, dass der Anfang des vierten und das Ende des dritten Buches nicht zusammenhingen. Er versuchte ihn deshalb innerhalb des Corpus Aristotelicum vor dem Text De generatione et corruptione einzuordnen. Die Debatte darum, ob es sich tatsächlich um einen von Aristoteles verfassten Text handelt oder er von einer anderen, möglicherweise ihm nahestehenden Person stammt, wird seitdem geführt. Olympiodoros der Jüngere ordnete es zwischen De caelo und De generatione et corruptione ein, während Francesco Patrizi da Cherso es vor De partibus animalium stellte. Nur Ammonios Hermeiou behauptet, es sei sowohl echt als auch an der richtigen Stelle eingeordnet. Insgesamt ist eine starke Überarbeitung verschiedener Teile in nicht mehr rekonstruierbaren Schritten bemerkbar, die nach Hans Strohm eine eindeutige Zuordnung unmöglich macht. Er nimmt mit dieser Einschätzung Bezug auf eine zwischen dem Ende des 19. Jahrhunderts und dem Verfassen seines Aufsatzes 1981 geführten Debatte, in der sich beispielsweise Ingemar Düring und Heinz Happ für die Echtheit ausgesprochen hatten, während sich Léon Robin für eine Verfasserschaft von Straton von Lampsakos aussprach. Die für die jeweiligen Einschätzungen unternommenen Vorannahmen verhinderten jedoch einen Konsens. Der Philosophiehistoriker Hans Benedikt Gottschalk merkt dazu an, dass es gar nicht um meteorologische Phänomene gehe, sondern um die Bildung von Stoffen aus den vier Elementen und deren Veränderung unter dem Einfluss von Wärme, Kälte und Feuchtigkeit. Ebenfalls als Möglichkeit diskutiert wurde eine Entwicklung innerhalb des Denkens des Aristoteles, sodass die offensichtlichen inhaltlichen Unterschiede erklärt werden konnten.
Ende der 90er Jahre versuchte Eric Lewis neue Belege für die Authentizität der Meteorologica zu liefern, was ihm aber laut Leo Elders misslang, der stattdessen einen dem widersprechenden weitgehenden Konsens in der Forschung feststellte. In ihren jeweiligen Darstellungen haben Dorothea Frede und Malcolm Wilson die Debatte als nicht mehr lohnenswert beziehungsweise entschieden betrachtet und sie im Falle Friedes in einer Fußnote und im Falle Wilsons auf wenigen Seiten abgehandelt.

#### Inhalt
Das vierte Buch enthält eine detaillierte Untersuchung organischer und natürlicher Prozesse und versucht, die Interaktion und die Zusammensetzung der Elemente durch Bezugnahme auf die gegensätzlichen physikalischen Eigenschaften zu erklären. Es liefert auch eine Theorie der sekundären Qualitäten, die aus unterschiedlichen Zusammensetzungen der primären Qualitäten hervorgehen. Das bedeutet beispielsweise, dass Härte oder Sprödigkeit auf die zugrunde liegenden Beziehungen zwischen den primären Gegensätzen (heiß, kalt, trocken und feucht) zurückzuführen sind.
- Zusammenfassung der Lehre von den vier Ur-Gegensätzen (heiß, kalt, feucht, trocken) und ihrer Beziehung zu den vier Elementen (Feuer, Luft, Wasser, Erde). Heiß und kalt sind die aktiven Faktoren, die für Erzeugung und Zerstörung verantwortlich sind.
- In den Kapiteln zwei und drei werden die Auswirkungen von Hitze und Kälte auf die natürlichen Prozesse untersucht, insbesondere auf die Vermischung [πέψις]. Die Konkoktion wird definiert als der Reifungsprozess [τελέωσις] eines Stoffes, der durch eine innere Wärme seine eigene Entwicklung in Gang setzt, d. h. er ist seine eigene innere bewegende Ursache (379b18-25). Die entsprechende Hitze wird die Unbestimmtheit der materiellen Elemente „meistern“, um ihnen Form zu geben (380a1). Richtiges Mischen ist ein Zeichen von Gesundheit (380a2).
- Die Reifung ist eine besondere Art des Mischens [πέψις τις]: der Prozess, in dem die nährenden Elemente in der Frucht zur Reife gelangen, so dass ihre Samen Leben hervorbringen können (380a11-15). Aristoteles sagt, dass wir metaphorisch über andere Prozesse als Reifung [τελέωσις] sprechen können, alle Prozesse, in denen „die Materie durch natürliche Hitze und Kälte bestimmt wird“ (280a18-22). Das Kapitel befasst sich dann mit der Rohheit als Gegenpol des Zusammenziehens: dem Zusammenziehen des nährenden Elements in einer Frucht mit unbestimmter Feuchtigkeit (380a27-b13). Dann untersucht er verwandte Prozesse, bei denen äußere Einflüsse das innere Gleichgewicht der Kräfte in natürlichen Verbindungen beeinflussen: Kochen, Brühen und Rösten.
- In den Kapiteln vier bis neun werden die passiven Faktoren Feuchtigkeit und Trockenheit untersucht und eine systematische Erklärung ihrer sekundären Eigenschaften entwickelt, wobei die beiden primären hart und weich sind.

Aristoteles sagt, dass hart und weich durch Prozesse der Verfestigung oder Verflüssigung entstehen, die auf Hitze und Kälte zurückzuführen sind. Das Trocknen ist eine Art der Verfestigung.
Weitere Untersuchung von Verfestigung und Verflüssigung. (1) Wässrige Flüssigkeiten, die durch Kälte erstarren, durch Wärme verflüssigt werden. (2) In Gemischen aus Erde und Wasser (die auch verdicken können, statt zu erstarren), in denen entweder die Erde überwiegt, oder in denen das Wasser überwiegt.
Erörterung von Beispielen: Käse, Milch, Blut, Steine, Holz, Ebenholz, Ton. Schlussfolgerung: Alles, was sich verfestigt oder verdickt, enthält Erde.
- Zusammenfassung seiner Theorien des Hylemorphismus und der Bewegung, die sich auf das Studium der physikalischen Eigenschaften natürlicher Körper beziehen. Es folgt eine Auflistung der Arten von Eigenschaften, die sich aus den Wechselwirkungen zwischen zusammengesetzten Körpern ergeben. Es handelt sich um die Auswirkungen von Wärme und Kälte auf die passiven Komponenten (Feuchtigkeit und Trockenheit). Die Liste wird in Form eines Gegensatzpaares angegeben: „Fähig oder unfähig zu...“.
• Erstarrung und Schmelzen
• Erweichung durch Wärme und Erweichung durch Kälte
• Biegen und Brechen
• Zersplitterung und Prägung
• Plastizität und Auspressbarkeit
• Dehnbarkeit und Verformbarkeit
• Spaltbarkeit und Schneidbarkeit
• Viskosität und Kompressibilität
• Brennbarkeit und Verdampfung
- Weitere Untersuchung der Art der Erstarrung und Erweichung. Beispiele: Bronze, Soda, Salz, Wolle, Getreide. Anschließend werden alle 18 Eigenschaften untersucht.
- Erörtert homöomere Körper und die Auswirkungen von Wärme und Kälte auf die Prozesse des Erstarrens und Verflüssigens.
- Erörtert Beispiele (Bronze, Gold, Silber, Zinn, Eisen, Stein, Fleisch, Knochensehne, Haut, Darm, Haare, Fasern, Adern), die von nicht homöomeren Körpern unterschieden werden: alles, was aus homöomeren Körpern besteht, z. B. Gesicht, Hand, Fuß oder Holz, Rinde, Blatt, Wurzel.
- Erörtert die nicht-homöomeren Körper. In der Mitte des Kapitels besteht er auf der Existenz von Funktionen [ἔργον] und Zwecken [ἕνεκα] in allen natürlichen Prozessen, wobei er behauptet, sie seien nur bei lebenden Dingen wie Fleisch deutlicher, aber in der unbelebten Natur nicht weniger präsent (390a17). Trotz dieses Beharrens auf der endgültigen Kausalität behauptet der Autor sogleich, dass alle homöomeren Körper durch Wärme, Kälte oder deren Kombination erzeugt werden können. Das Kapitel endet mit einem Ausblick auf eine weitere Untersuchung homöomerer Körper (Blut, Fleisch, Samen und der Rest), die zur Untersuchung nicht-homöomerer Körper und dann zu Körpern führen würde, die aus ihnen bestehen, „wie Menschen, Pflanzen und dergleichen.“ (390b24).

## Ausgewählte Zitate
Physik 

„Nach unseren früheren Definitionen gibt es einen bestimmten
Elementarkörper, aus dem die Natur der im Kreise bewegten Massen
besteht, ferner, der vier Elementarprinzipien wegen, vier weitere, für
die wir eine doppelte Bewegung behaupten, weg vom Mittelpunkt und 
hin zum Mittelpunkt. (339a11-16)
Für die Vorgänge in ihrem Raum muß man also Feuer, Erde und die verwandten Körper als die materielle Ursache des Werdens betrachten (so nennen wir ja das zugrunde liegende passive Prinzip); dagegen als Ursache im Sinn des Ursprungs der Bewegung hat man die Wirkung der ewig bewegten Himmelskörper anzusehen. (339a27-32)“

 Vier Elemente 

„Von diesen vieren — Feuer Luft Wasser Erde — ist das sie alle überlagernde Element das Feuer, das die Unterlage bildende die Erde.(339a 32-3)
Wir lehren, daß Feuer Luft Wasser Erde auseinander entstehen und daß jedes Element in jedem potentiell vorhanden ist, wie es auch bei allen sonstigen Dingen mit ein und dem selben Substrat, in das sie sich letztlich auflösen, der Fall ist. (339a36-b2)“

Die gesamte irdische Materie besteht aus diesen vier Elementen.  Verschiedene Verhältnisse der Elemente verbinden sich zu den verschiedenen Materialien, die in der Natur zu finden sind. Aristoteles erklärt dies anhand der vier gegensätzlichen Eigenschaften Hitze, Kälte, Trockenheit und Feuchtigkeit (Meteorologica, Buch 4, Kapitel 7), wobei die ersten beiden die aktiven Ursachen und die letzteren die zugrunde liegende Materie darstellen (378b10). Zusammensetzungen der Elemente in Dingen wie Milch, Blut, Fleisch oder Metallen enthalten sowohl Erde als auch Wasser und manchmal Luft. Bei diesen zusammengesetzten Körpern handelt es sich um eine Form, die Gegensätze in ein und demselben Körper vereint, d. h. sowohl Feuchtigkeit als auch Trockenheit (Aristoteles erklärte die Flexibilität und Dehnbarkeit von Metall mit der Theorie, dass es Feuchtigkeit in seiner Zusammensetzung enthält). Sie tun dies, indem sie Proportionen zwischen den Gegensätzen bilden. Das Fleisch enthält alle vier Elemente in einer ausgewogenen Kombination.
Die Theorie der Elemente sollte den Atomismus des Demokrit ersetzen (den Aristoteles in Über Entstehen und Vergehen und Über den Himmel widerlegte). Die Elemente sind also keine winzigen Bausteine wie Atome, sondern die konstitutiven Eigenschaften (d. h. Gegensätze) der einfachen Körper (Feuer, Luft, Wasser, Erde), die in der Sinneswahrnehmung vorkommen.
Die Meteorologica befassen sich in erster Linie mit dem Zusammenspiel von drei Elementen: Luft, Wasser und Erde. Eine Wolke ist ein Gemisch, das alle drei Elemente miteinander verbindet. In den Büchern 1 bis 3 der Meteorologica wird eine Erklärungsmethode angewandt (gegensätzliche Qualitäten), die verschiedene Phänomene als eine Interaktion von Kräften in einem natürlichen System erklärt (Beziehungen von Agens und Patiens, Akt und Potenz). So sind die Sonne und die Luft „Beweger“ innerhalb der meteorologischen Phänomene, während Wasser und Erde „bewegt“ werden und als Materie wirken. In Buch 4 werden die Eigenschaften und Auswirkungen von Wärme und Kälte auf organische Prozesse untersucht. In Meteorologica (1, 2) in freier Übersetzung wie folgt: „Sie kochen das Meerwasser und hängen große Schwämme an die Öffnung eines Messinggefäßes, um das Verdunstete aufzusaugen, und nachdem sie die Flüssigkeit aus den Schwämmen gezogen haben, finden sie, dass es süßes Wasser ist.“ Dies ist eine praktische Anwendung von Aristoteles’ Theorie der Destillation und der Tatsache, dass der Regenzyklus eine Art natürliche Destillation ist, ohne dass er das Wort ausgesprochen hat (Buch 1, Kapitel 9).
 Atmosphäre 

„Alle Feuchtigkeit im. Rahmen der täglichen Verdunstung, die nicht in die Höhe steigt, weil die emporführende Wärme zu schwach
ist für die emporzuführende Feuchte, sinkt wieder nach unten und heißt, wenn sie nachts abkühlt, Tau bzw. Reif. (347a14-18)
Tau und Reif treten bei klarem Himmel und Windstille auf;
weder kommt es zur Verdunstung, wenn es nicht aufklart, noch ist
eine Verdichtung des Dampfes möglich, wenn der Wind weht. (347a26-28)
auf den Bergeshöhen entsteht kein Reif. Grund hierfür ist 1) der Umstand, daß die Verdunstung aus feuchten Senken heraus geschieht, so daß die emporführende Wärme die für sie allzu schwere Last in keine große Höhe fördern kann, sondern sie in Erdnähe wieder fallen läßt; 2) die Tatsache, daß auf den hohen Bergen eine besonders lebhafte Luftbewegung herrscht, die Verdichtungen dieser Art auflöst. (347a29-34)“

„Es entsteht also eine Windhose, wenn eine im Entstehen begriffene Sturmbö nicht von der Wolke freikommt eine Folge des Widerstandes, den der Wirbel darstellt und wenn dann die Spirale zur Erde niederfährt, wobei sie die Wolke mit sich herabreißt, ohne sich von ihr lösen zu können. (371a17-20) 
Herrscht Nordwind, so kommt es nicht zur Bildung eines Wirbelwindes, ebensowenig bei Schneefall zu einer Sturmbö.
Denn alle diese Phänomene sind Wind, Wind aber ist warmtrockene Ausscheidung ; so üben Frost und Kälte Macht über diese und löschen sie schon beim Entstehen aus. An der Tatsache dieser Überwältigung ist nicht zu zweifeln; sonst gäbe es keinen Schnee noch käme der ist Regen von Norden beides Naturerscheinungen, die von übermächtiger Kälte herkommen. (371a9-15)“

Aristoteles beschreibt die Eigenschaften von Tornados und Blitzen.
 Geologie 

„Da die Zeit nicht aufhört und das AU immerwährend ist, so ist also
offenbar, daß weder Tanais noch Nil immer flössen, sondern ihre Quellgegend
war einst trocken. Denn das Werk der Flüsse hat einmal ein 
Ende, die Zeit aber nicht. Eine solche Feststellung wird gleichermaßen
auch für die anderen Flüsse zutreffen. Gibt es aber bei den Flüssen ein Werden und Vergehen, und sind nicht immer die gleichen Stellen der Erdoberfläche bewässert, dann muß sich auch das Meer in ähnlicher Weise ändern. (353a14-24)“

 Geographie 

„Praktisch zeigen andrerseits Reisen zu See und
Land, daß die Länge (der Oikumene) viel größer ist als die Breite.Das Verhältnis der Distanzen a) zwischen den Säulen des Herakles und Indien, b) zwischen Äthiopien und der Mäotis bzw. dem äußersten Skythien ist nämlich größer als 5 : 3 — wenn man, soweit es hier eine Genauigkeit gibt, die Seefahrten und Landmärsche zusammenrechne. (362b19-23)“

 Hydrologie 

„so hat z. B. das Rote Meer mit dem Ozean außerhalb der Säulen nur durch eine schmale Straße Verbindung. (354a1-3)

Das ganze Meer innerhalb der Säulen (= Mittelmeer) befindet
sich in einer Strömung, deren Richtung von der Tiefe der Meeresbecken
sowie von der Menge der Flüsse abhängt. Der Mäotis-See fließt ins Schwarze Meer, dieses ins Ägäische. Bei den übrigen Teilmeeren liegen die Verhältnisse nicht so klar. (354a11-14)“

 Sphärische Erde 

„Um die Erde legt sich das Wasser, so wie um dieses die Luft und um sie die sogenannte Feuerzone. (354b23-25)“

Aristoteles beschreibt eine sphärische Lithosphäre (Erde), Hydrosphäre (Wasser) und Atmosphäre (Luft und Feuer).

## Nachwirken im Mittelalter
Ein arabisches Kompendium der Meteorologie, genannt arabisch الآثار العلوية ‚'Athar al-`Ulwiyyah‘, und erstellt um das Jahr 800 von dem antiochenischen Gelehrten Yahya ibn al-Batriq, war in den folgenden Jahrhunderten unter muslimischen Gelehrten weit verbreitet. Diese wurde im 12. Jahrhundert von Gerhard von Cremona ins Lateinische übersetzt und gelangte auf diese Weise während der Renaissance im 12. Jahrhundert in die westeuropäische Welt der mittelalterlichen Scholastik. Gerhards „alte Übersetzung“ (vetus translatio) wurde durch einen verbesserten Text von Wilhelm von Moerbeke, die nova translatio, ersetzt, die weithin gelesen wurde, da sie in zahlreichen Manuskripten überlebt hat; sie wurde von Thomas von Aquin kommentiert und während der Renaissance häufig gedruckt. Der Dominikaner Albertus Magnus befasste sich in seiner lateinischen Schrift Meteora zwischen 1250 und 1270 mit diesem Werk des Aristoteles.

## Deutsche Übersetzungen
- Paul Gohlke: Die Lehrschriften / Physik / Meteorologie von Aristoteles. Brill, Leiden 1955, ISBN 3-506-70362-5.
- Hans Daiber: Ein Kompendium der aristotelischen Meteorologie in der Fassung des Ḥunain ibn Isḥâq. Brill, Leiden 1975, ISBN 0-7204-8302-6.
- Hans Strohm: Meteorologie. Über die Welt (= Aristoteles, Werke in deutscher Übersetzung. Band 12,1–2). Akademie-Verlag, Berlin 1984, ISBN 3-05-001229-3.